# Jenaro Marinhas del Valle
Jenaro Marinhas del Valle (La Coruña, 1908 - 1999) fue un ensayista, poeta, narrador y dramaturgo español en lengua gallega. Miembro de la llamada Promoción de Enlace en el contexto del teatro gallego durante el franquismo, concibió el teatro como una herramienta de educación del pueblo y así escribió obras que intentaron provocar la reflexión ética en el espectador, ya fuese bien en un sentido político, bien en uno metafísico.

## Trayectoria
Desde muy joven, estuvo en contacto con el panorama intelectual de su tiempo, llegando a frecuentar las Irmandades da Fala y conociendo a iconos de la literatura gallega como Antón Vilar Ponte.Tras finalizar el bachillerato en su ciudad natal, comenzó la carrera de Filosofía en la Universidad de Santiago de Compostela, aunque la abandonó para seguir con sus estudios de empresariales.
En la década de los veinte se publicaron poemas de su autoría en la revista Vida Gallega y realizó colaboraciones en A Nosa Terra.
A lo largo de los años 30 se convirtió en un actor importante en el galeguismo, figurando entre los fundadores de las Mocidades Galeguistas, (1933), de las que fue el primer presidente, y tomando campaña activa en la aprobación del Estatuto de Autonomía (1936).
Tras el estallido de la guerra civil española la literatura gallega en general sufre un fuerte silenciamiento, que no le fue indiferente al propio Jenaro.
En los años de la posguerra viajó por diversos países de Europa del Este, como la antigua Yugoslavia, Hungría, o Checo-Eslovaquia.
Tras volver a Galicia a comienzos de los años 40, participó en la fundación de la Editorial Galaxia (1950) y en la revista Grial, editando en 1952 su obra teatral A Serpe, que sería la primera de muchas contribuciones.
En 1965 verá la luz La Revuelta y otras farsas, que contenía varias piezas. Por la homónima al título del volumen ganó el premio Castelao de teatro gallego, siendo estrenada el 3 de diciembre de ese mismo año por el grupo teatral Cantigas e Agarimos.
El 25 de febrero de 1978 ingresó como miembro numerario en la Real Academia Galega, con su discurso de entrada titulado La importancia del público en la revelación teatral, que sería publicado por Ediciones del Castro en 1979.
En octubre de 1981 se legaliza la Associaçom Galega da Língua, que tendría en Jenaro Marinhas una importante figura, por lo que sería declarado Membro de Honra. En esta etapa de su vida se involucrará activamente en el Reintegracionismo, movimiento que reivindica la estrecha relación entre el gallego y el portugués, buscando la aproximación a otras lenguas lusófanas y el establecimiento de la ortografía y gramática portuguesa como estándar de la gallega, que por aquel momento estaba en vías de normativización.
Jenaro moriría en su ciudad natal en el 1999.

## Obra
Jenaro Marinhas del Valle cultivó tanto el teatro social, La llave en la puerta, como el existencialista, El deber (en gallego A obriga) y el vanguardista, El triángulo ateo.